# Orificiul zigomatico-temporal

Oasele craniului (în paranteză numele latin):
1. Osul frontal (Os frontale)
2. Osul parietal (Os parietale)
3. Osul nazal (Os nasale)
4. Osul etmoid (Os ethmoidale)
5. Osul lacrimal (Os lacrimale)
6. Osul sfenoid (Os sphenoidale)
7. Osul occipital (Os occipitale)
8. Osul temporal (Os temporale)
9. Osul zigomatic (Os zygomaticum)
10. Osul maxilar (Maxilla)
11. Mandibula (Mandibula)

Orificiul zigomatico-temporal (Foramen zygomaticotemporale) este un orificiu situat pe  fața temporală a osului zigomatic prin care trec: ramura zigomaticotemporală a nervului zigomatic (Ramus zygomaticotemporalis nervi zygomatici) și ramura zigomaticotemporală a arterei zigomatice (care este o ramură a arterei lacrimale).